# Moodnopsis decipiens
Moodnopsis decipiens är en fjärilsart som beskrevs av Dyar 1914. Moodnopsis decipiens ingår i släktet Moodnopsis och familjen mott. Inga underarter finns listade i Catalogue of Life.